# Zico Buurmeester
Zico Buurmeester (* 7. června 2002) je nizozemský profesionální fotbalista, který hraje na pozici záložníka za klub AZ Alkmaar.

## Kariéra
Buurmeester podepsal svou první profesionální smlouvu s Jong AZ 24. ledna 2020. Svůj profesionální debut si odbyl 19. října 2020 při prohře 6:2 v Eerste Divisie s FC Volendam.
Dne 18. července 2023 se Buurmeester připojil k PEC Zwolle na sezónní hostování.

## Osobní život
Jeho mladší bratr Jesse podepsal svou první profesionální smlouvu s AZ v červnu 2021.

## Statistiky

### Klubové
Platí k zápasu hranému 16. března 2025.
| Klub                   | Sezóna            | Liga              | Liga   | Liga | Národní pohár | Národní pohár | Kontinentální | Kontinentální | Ostatní | Ostatní | Celkově | Celkově |
| Klub                   | Sezóna            | Soutěž            | Zápasy | Góly | Zápasy        | Góly          | Zápasy        | Góly          | Zápasy  | Góly    | Zápasy  | Góly    |
| ---------------------- | ----------------- | ----------------- | ------ | ---- | ------------- | ------------- | ------------- | ------------- | ------- | ------- | ------- | ------- |
| Jong AZ                | 2020/21           | Eerste Divisie    | 20     | 0    | —             | —             | —             | —             | —       | —       | 20      | 0       |
| Jong AZ                | 2021/22           | Eerste Divisie    | 34     | 8    | —             | —             | —             | —             | —       | —       | 34      | 8       |
| Jong AZ                | 2022/23           | Eerste Divisie    | 27     | 4    | —             | —             | —             | —             | —       | —       | 27      | 4       |
| Jong AZ                | 2024/25           | Eerste Divisie    | 2      | 1    | —             | —             | —             | —             | —       | —       | 2       | 1       |
| Jong AZ                | Celkově           | Celkově           | 83     | 13   | —             | —             | —             | —             | —       | —       | 83      | 13      |
| Alkmaar                | 2021/22           | Eredivisie        | 2      | 0    | 0             | 0             | 0             | 0             | —       | —       | 2       | 0       |
| Alkmaar                | 2022/23           | Eredivisie        | 7      | 1    | 0             | 0             | 0             | 0             | —       | —       | 7       | 1       |
| Alkmaar                | 2023/24           | Eredivisie        | 0      | 0    | 0             | 0             | 0             | 0             | —       | —       | 0       | 0       |
| Alkmaar                | 2024/25           | Eredivisie        | 18     | 4    | 2             | 0             | 10            | 0             | —       | —       | 30      | 4       |
| Alkmaar                | Celkově           | Celkově           | 27     | 5    | 2             | 0             | 10            | 0             | —       | —       | 39      | 5       |
| PEC Zwolle (hostování) | 2023/24           | Eredivisie        | 17     | 0    | 1             | 0             | —             | —             | —       | —       | 18      | 0       |
| Celkově v kariéře      | Celkově v kariéře | Celkově v kariéře | 127    | 18   | 3             | 0             | 10            | 0             | 0       | 0       | 140     | 18      |